# Eugenia armeniaca
Eugenia armeniaca är en myrtenväxtart som beskrevs av Paul Antoine Sagot. Eugenia armeniaca ingår i släktet Eugenia och familjen myrtenväxter. Inga underarter finns listade i Catalogue of Life.